# 34e Match des étoiles de la Ligue nationale de hockey
Match précédent Match suivant
Le 34e Match des étoiles de la Ligue nationale de hockey fut tenu le 9 février 1982 dans le domicile des Capitals de Washington, le Capital Center. L'équipe représentant la Conférence Prince de Galles l'emporta par la marque de 4 à 2 aux dépens de la Conférence Campbell. L'étoile de la rencontre fut Mike Bossy des Islanders de New York qui marqua deux buts.

## Effectif

### Conférence Prince de Galles
- Entraîneur-chef : Al Arbour ; Islanders de New York.

Gardiens de buts
- 01 Don Edwards ; Sabres de Buffalo.
- 29 Michel Dion ; Penguins de Pittsburgh.

Défenseurs :
- 03 Barry Beck ; Rangers de New York.
- 05 Mike Ramsey ; Sabres de Buffalo.
- 06 Raymond Bourque ; Bruins de Boston.
- 17 Rod Langway ; Canadiens de Montréal.
- 19 Larry Robinson ; Canadiens de Montréal.
- 25 Randy Carlyle ; Penguins de Pittsburgh.

Attaquants :
- 07 Bill Barber, AG ; Flyers de Philadelphie.
- 08 Marc Tardif, AG ; Nordiques de Québec.
- 09 Bryan Trottier, C ; Islanders de New York.
- 10 Ron Duguay, C ; Rangers de New York.
- 12 Keith Acton, C ; Canadiens de Montréal.
- 16 Rick Middleton, AD ; Bruins de Boston.
- 20 Dennis Maruk, C ; Capitals de Washington.
- 21 Blaine Stoughton, AG ; Whalers de Hartford.
- 22 Mike Bossy, AD ; Islanders de New York.
- 26 Peter Šťastný, C ; Nordiques de Québec.
- 27 John Tonelli, AG ; Islanders de New York.
- 28 Brian Propp, AG ; Flyers de Philadelphie.

### Conférence Campbell
- Entraîneur-chef : Glen Sonmor ; North Stars du Minnesota.

Gardiens de buts :
- 01 Grant Fuhr ; Oilers d'Edmonton.
- 27 Gilles Meloche ; North Stars du Minnesota.

Défenseurs :
- 02 Bob Manno ; Maple Leafs de Toronto.
- 03 Pekka Rautakallio ; Flames de Calgary.
- 04 Craig Hartsburg ; North Stars du Minnesota.
- 07 Paul Coffey ; Oilers d'Edmonton.
- 24 Doug Wilson ; Blackhawks de Chicago.
- 28 Harold Snepsts ; Canucks de Vancouver.

Attaquants
- 09 Don Lever, C ; Rockies du Colorado.
- 10 Dale Hawerchuk, C ; Jets de Winnipeg.
- 11 Mark Messier, AG ; Oilers d'Edmonton.
- 12 Brian Sutter, AG ; Blues de Saint-Louis.
- 15 Bobby Smith, AD ; North Stars du Minnesota.
- 17 Denis Savard, AD ; Blackhawks de Chicago.
- 18 Dave Taylor, AD ; Kings de Los Angeles.
- 19 Dino Ciccarelli, AD ; North Stars du Minnesota.
- 20 Al Secord, AG ; Blackhawks de Chicago.
- 22 Rick Vaive, AD ; Maple Leafs de Toronto.
- 26 John Ogrodnick, AD ; Red Wings de Détroit.
- 99 Wayne Gretzky, C ; Oilers d'Edmonton.

## Feuille de match
| No                                                                       | Score            | Équipe           | Buteur (Passeur(s))           | Temps            |                  |
| Première période                                                         | Première période | Première période | Première période              | Première période | Première période |
| ------------------------------------------------------------------------ | ---------------- | ---------------- | ----------------------------- | ---------------- | ---------------- |
| 1                                                                        | 0-1              | Campbell         | Vaive (Sutter)                | 2:32             |                  |
| 2                                                                        | 1-1              | Prince de Galles | Bourque (Carlyle - Maruk)     | 12:03 AN         |                  |
| 3                                                                        | 2-1              | Prince de Galles | Tardif (Middleton - Šťastný)  | 13:27            |                  |
| Pénalité : Tardif (Gal.) trébuché 5:40 ; Hartsburg (Cam.) accroché 10:36 |                  |                  |                               |                  |                  |
| Deuxième période                                                         |                  |                  |                               |                  |                  |
| 4                                                                        | 2-2              | Campbell         | Gretzky (Coffey - Ciccarelli) | 0:26             |                  |
| 5                                                                        | 3-2              | Prince de Galles | Bossy (Beck - Tonelli)        | 17:10            |                  |
| Pénalité : Hawerchuk (Cam.) trébuché 3:52 ; Tardif (Gal.) accroché 13:13 |                  |                  |                               |                  |                  |
| Troisième période                                                        |                  |                  |                               |                  |                  |
| 6                                                                        | 4-2              | Prince de Galles | Bossy (Robinson)              | 1:19             |                  |
| Pénalité : Stoughton (Gal.) trébuché 2:37                                |                  |                  |                               |                  |                  |

Gardiens :
- Prince de Galles : Dion (30:23), Edwards (29:37, est entré à 10:23 de la 2e période).
- Campbell : Fuhr (30:23), Meloche (29:37, est entré à 10:23 de la 2e période).

Tirs au but :
- Prince de Galles (31) 08 - 16 - 07
- Campbell (28) 17 - 05 - 06

Arbitres : Willy Harris
Juges de ligne : Ron Finn, Swede Knox